# Oxypetalum arenicola
Oxypetalum arenicola là một loài thực vật có hoa trong họ La bố ma. Loài này được Hauman ex Lillo mô tả khoa học đầu tiên năm 1919.